# Kuai Man
Kuai Man (en chino: 蒯曼; 7 de febrero de 2004) es una deportista china que compite en tenis de mesa, en las modalidades de dobles y dobles mixto. Ganó dos medallas en el Campeonato Mundial de Tenis de Mesa, en los años 2023 y 2025.

## Palmarés internacional
| Campeonato Mundial | Campeonato Mundial | Campeonato Mundial | Campeonato Mundial |
| Año                | Lugar              | Medalla            | Prueba             |
| ------------------ | ------------------ | ------------------ | ------------------ |
| 2023               | Durban (Sudáfrica) | Medalla de bronce  | Dobles mixto       |
| 2025               | Doha (Catar)       | Medalla de oro     | Dobles             |